# Marilyn Sachs
Pour les articles homonymes, voir Sachs.
Œuvres principales
Marilyn Sachs (née Stickle, 1927-2016) est une romancière américaine en littérature d'enfance et de jeunesse.

## Biographie
Née à New York, elle fait des études de bibliothécaire à l'université Columbia. Pendant ses études, elle travaille comme bibliothécaire pour les enfants à la Bibliothèque publique de Brooklyn.
Elle écrit son premier roman Amy Moves In, mais ne parvient pas à le faire publier. Elle déménage avec son mari, le sculpteur Morris Sachs, et leurs enfants en Californie. Elle trouve un emploi à la Bibliothèque publique de San Francisco.
Elle manifeste contre la guerre des États-Unis au Vietnam. Les bénéfices du livre The Big Book for Peace qu'elle codirige en 1991 sont reversés à des associations pacifistes.

## Œuvres
- La vérité sur Marylou (The truth about Mary Rose),traduit de l'américain par Simon Baril,1973
- Du Soleil sur la joue (A Pocket Full of Seeds, 1973), traduit de l'américain par Rose-Marie Vassallo, illustrations de François Davot , Flammarion Castor Poche no 7, 1980.
- Une difficile amitié (Peter and Veronica, 1969), traduit de l'américain par Rose-Marie Vassallo, illustrations d'Yves Beaujard, Flammarion Castor Poche, 1981.
- Le Livre de Dorrie (Dorrie's Book, 1975), traduit de l'américain par Rose-Marie Vassallo, illustrations d'Yves Beaujard, Flammarion Castor Poche, 1983.
- Prochain rendez-vous dans le pot de fleurs (Fourteen, 1983), Flammarion Castor Poche, 1986.
- Chien perdu (Underdog, 1985), Flammarion Castor Poche, 1988.
- La Maison en danger (The Bears' House, 1971), Flammarion Castor Poche, 1990.
- La Maison retrouvée (Fran Ellen's House, 1987), Flammarion Castor Poche, 1990.
- La Grosse (The Fat Girl, 1983), Casterman Travelling, 1994, Labor Espace Nord zone J, 2006.
- Les Retrouvailles (What My Sister Remembered, 1992), Mijade, 2009.

## Récompenses et distinctions
- 1968 – Veronica Ganz – American Library Association Notable Book
- 1972 – The Bears' House – National Book Award finalist[1]
- 1973 – A Pocket Full of Seeds – New York Times Outstanding Book of the Year[1]
- 1991 – The Big Book for Peace (codirection) – Jane Addams Children's Book Award[3],[4]
- American Jewish Library Award[5]